# North Carlton (Minnesota)
North Carlton es un territorio no organizado ubicado en el condado de Carlton en el estado estadounidense de Minnesota. En el Censo de 2010 tenía una población de 982 habitantes y una densidad poblacional de 2,98 personas por km².

## Geografía
North Carlton se encuentra ubicado en las coordenadas 46°42′28″N 92°46′34″O / 46.70778, -92.77611. Según la Oficina del Censo de los Estados Unidos, North Carlton tiene una superficie total de 329.63 km², de la cual 324.42 km² corresponden a tierra firme y (1.58%) 5.2 km² es agua.

## Demografía
Según el censo de 2010, había 982 personas residiendo en North Carlton. La densidad de población era de 2,98 hab./km². De los 982 habitantes, North Carlton estaba compuesto por el 82.79% blancos, el 0% eran afroamericanos, el 15.27% eran amerindios, el 0.2% eran asiáticos, el 0% eran isleños del Pacífico, el 0% eran de otras razas y el 1.73% pertenecían a dos o más razas. Del total de la población el 2.95% eran hispanos o latinos de cualquier raza.